# Велзевул
Велзевул (наричан още Белзебуб, Баелзебуб,  Веелзевул; на иврит: בעל זבוב) е демон, почитан в Близкия изток.
За него се споменава в християнството и юдаизма. Думата е от античен произход и означава „принцът на демоните“. Beel е „господар“, „принц“, а Zebub или Sebub означава муха. Така буквалното значение е „принц на мухите“, всичко по което ходят мухите: мръсотия, тор, изпражнения, а оттук и значението за принц на мръсното, пошлото, зловонното и злото. В преданията се говори, че се появява под формата на муха или рояк грозни мухи, които разнасят зловоние.
Велзевул е един от най-висшите демони, стои много високо в йерархията и е най-неконтролируемият. Според екзорсисти Велзевул вилнее през есента. Католиците владеят много методи за справяне с демоните и злите сили. В източното православие също има молитви за прогонване, т. нар. Василиеви и Златоустови молитви. Една от най-известните молитви в православната църква е тази на Св. Киприян, против уроки, магии, лоши езици и болести.
Велзевул е споменаван във връзка със седемте смъртни гряха – Себастен Михаелис го свързва със смъртния грях горделивост, според Петер Бинсфелд е демон на чревоугодничеството. Франсис Барет определя Велзевул като принц на фалшивите богове.
| „                       | О, създателю вечен, Ти можеш всичко! Превърни злото в мен, около мен, над мен, под мен, зад мен, пред мен – в светлина и любов! | “ |
| Из псалм на св. Киприян | |   |